# ذره آزاد
ذره آزاد (به انگلیسی: Free particle) در فیزیک ذره‌ای‌ است که تحت اثر هیچ نیروی خارجی نباشد، یا به‌طور معادل، در ناحیه‌ای نباشد که انرژی پتانسیل آن تغییر کند. در فیزیک کلاسیک این بدان معناست که ذره در فضای بدون میدان قرار دارد. در فیزیک کوانتومی، به معنی ناحیه‌ای با پتانسیل ثابت است که معمولاً در ناحیه مورد نظر صفر در نظر گرفته می‌شود، چرا که پتانسیل می‌تواند در هر نقطه (یا صفحه در حالت ۳ بعدی) به‌طور دلخواه صفر در نظر گرفته شود.

## ذره آزاد کلاسیک
ذرهٔ آزاد در کلاسیک با سرعت برداری ثابت v شناخته می‌شود. تکانه از این رابطه بدست می‌آید:
{\displaystyle \mathbf {p} =m\mathbf {v} }
و انرژی جنبشی (برابر با انرژی کل) از این رابطه:
{\displaystyle E={\frac {1}{2}}mv^{2}}
که در آن m جرم ذره و v سرعت برداری ذره است.

## ذره آزاد در کوانتوم غیر نسبیتی

### توصیف ریاضی
یک ذرهٔ آزاد کوانتومی توسط معادلهٔ شرودینگر توصیف می‌شود
{\displaystyle -{\frac {\hbar ^{2}}{2m}}\nabla ^{2}\ \psi (\mathbf {r} ,t)=i\hbar {\frac {\partial }{\partial t}}\psi (\mathbf {r} ,t)}
که در آن ψ تابع موج ذره در مکان r و زمان t است. جواب معادله برای برای ذره‌ای با تکانهٔ p یا بردار موج k در بسامد زاویه‌ای ω یا انرژی E با موج تخت مختلط بدست می‌آید:
{\displaystyle \psi (\mathbf {r} ,t)=Ae^{i(\mathbf {k} \cdot \mathbf {r} -\omega t)}=Ae^{i(\mathbf {p} \cdot \mathbf {r} -Et)/\hbar }}
که در آن A دامنه است. برای تمام ذرات کوانتومی آزاد یا محدود شده، اصل عدم قطعیت هایزنبرگ:
{\displaystyle \Delta p_{x}\Delta x\geq {\frac {\hbar }{2}},\quad \Delta E\Delta t\geq {\frac {\hbar }{2}}}
(بطور مشابه برای جهت‌های y وz) و رابطهٔ دوبروی
{\displaystyle \mathbf {p} =\hbar \mathbf {k} ,\quad E=\hbar \omega }
برقرار است. از آنجا که انرژی پتانسیل صفر در نظر گرفته شده‌است، انرژی کل E برابر است با انرژی جنبشی، که رابطه‌ای مشابه حالت کلاسیک دارد:
{\displaystyle E=T\,\rightarrow \,{\frac {\hbar ^{2}k^{2}}{2m}}=\hbar \omega }

### اندازه‌گیری و محاسبات
انتگرال تابع چگالی احتمال
{\displaystyle {\displaystyle \rho (\mathbf {r} ,t)=\psi ^{*}(\mathbf {r} ,t)\psi (\mathbf {r} ,t)=|\psi (\mathbf {r} ,t)|^{2}}}
که نشان دهنده مزدوج پیچیده است، احتمال یافتن ذره در کل فضا است که در صورت وجود ذره باید برابر یک باشد.
{\displaystyle {\displaystyle \psi (\mathbf {r} ,t)=Ae^{i(\mathbf {k} \cdot \mathbf {r} -\omega t)}=Ae^{i(\mathbf {p} \cdot \mathbf {r} -Et)/\hbar }}}
این شرایط نرمالیزه کردن تابع موج است. نرمالیزه کردن تابع موج برای یک موج صفحه ای مقدور نیست ولی برای یک بسته موج مقدور می‌باشد.